# Campionati nordici di lotta 1990
I campionati nordici di lotta 1990 si sono svolti a Tranås, in Svezia. 

## Podi

### Lotta greco-romana
| Evento       | Oro               | Argento           | Bronzo         |
| Fino a 44 kg | Viktoria Olofsson | Fride Tafjord     | ----           |
| Fino a 47 kg | Elisabeth Garcia  | Åsa Pedersen      | ---            |
| Fino a 50 kg | Trine Bentzen     | Nina Fredriksen   | Helena Larsson |
| Fino a 53 kg | Sara Eriksson     | Britt Olsen       | Lena Eliasson  |
| Fino a 57 kg | Gudrun Høie       | Lotte Søvre       | Sofia Molander |
| Fino a 61 kg | Ine Barlie        | Sonja Ylikaerppae | Trine Barlie   |
| Fino a 65 kg | Line Johansen     | Jill Soerensen    | ----           |